# Златоструй

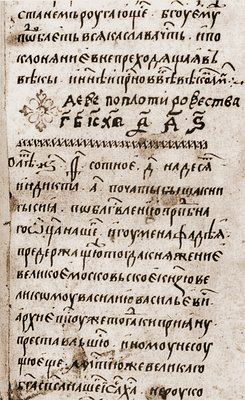
Страница списка около 1461 года

«Златоструй» — некалендарный че́тий сборник относительно устойчивого состава, содержащий слова и поучения, большая часть которых надписана именем Иоанна Златоуста. Часть из них действительно принадлежит святителю Иоанну, часть текстов, в том числе славянского происхождения, ему приписана. Составлен предположительно в IX веке в Болгарии. Имел широкое распространение в древнерусской книжности XII—XVII веков.

## Текстология
В настоящее время известно несколько десятков списков «Златоструя» XI—XIX веков, полных сборников и фрагментов. Из них около 40 младше XVII века. Выделяются Краткая, Пространная (Полная), Особая (определена М. С. Фоминой) и Саратовская (определена американским славистом У. Р. Федером) редакции. Списки, содержащие сборник целиком, — восточнославянского происхождения. Пространная редакция известна только в восточнославянских списках.
Краткая редакция известна в около 20 списках XI—XVI веков.
Древнейший фрагмент сборника содержится в рукописи XI века РНБ. Q.п.I.74 («Златоструй Бычкова»).
Древнейший список РНБ. F.п.I.46 XII века — дефектный, в нём нарушен порядок листов, имеется несколько лакун. В этом списке в тексте одного из слов обнаруживаются чтения, указывающие на русского редактора или переписчика: упоминаются Русь, кривичи и вятичи (л. 177) и «Русская церковь» (л. 179). Лингвистическими наблюдениями Ф. В. Карауловой установлено ростовское происхождение рукописи. Статьи рукописи последовательно переписывались в течение последующих веков и нашли отражение в списках XV—XVI века. Однако содержание ни одного из них не исчерпывается содержанием древнейшего списка, состав их частей значительно шире.
Пространная редакция сохранилась в наибольшем количестве списков. Самые ранние из них относятся к XV веку. Также известны списки этой редакции XVII—XIX вв., сборник целиком и выписки из него бытовали у старообрядцев.
Из числа списков, содержащих 138 Слов, выделяется рукопись РГБ. Муз. № 8190 XVI века, которую М. С. Фомина отнесла к Особой редакции. Список по своему объёму совпадает с Пространной редакцией, однако порядок расположения статей в нём отличается. Помимо статей Пространной редакции сборник включает 29 слов Иоанна Златоуста, большая часть которых не читается ни в одной из редакций памятника. Эти слова в рукописи не имеют номеров.
Особая редакция, включающая многие статьи, которые восходят к Изборнику 1076 года или к его архетипу, представлена, как установил Федер, в рукописи НБ Саратовского гос. ун-та. № 38 третьей четверти XV века. Время её создания не установлено. Н. В. Савельева и А. А. Турилов по месту хранения кодекса называют эту редакцию Саратовской.

## История
Во всех списках Пространной редакции вслед за оглавлением помещается предисловие («Прилог»), где сказано, что «Златоструй» составлен болгарским царем Симеоном (893—927), который «Божественного писания испытав и всех учитель нравы, и обычаи, и мудрость разумев», выбрал «словеса от всех книг» Иоанна Златоуста и составил из них книгу, именуемую «Златоструй», так как «сладкие речи» её словно «златые струи» омывают души людей. И. И. Срезневский считал, что «Прилог» мог принадлежать перу Симеона, В. Н. Малинин предлагал называть «Прилог» панегириком царю, составленным неизвестным книжником. Предисловие относится к тому виду сборника, который мог быть составлен при дворе царя Симеона. К нему, предположительно, и восходят Пространная и Краткая редакции. Большинство учёных сомневаются, что Симеон принимал участие в переводе памятника. Также сомнительно, что славянский книжник производил выборку непосредственно из сочинений Златоуста.
Малинин рассмотрел соотношение редакций с греческими источниками, и пришёл к выводу, что составители памятника обращались не к трудам Иоанна Златоуста, а к византийским сборникам, содержащим уже извлечения из сочинений Иоанна или их переработки.
По наблюдениям Малинина, основным источником Пространной редакции были компилятивные статьи, составленные из нравоучительных частей Бесед Иоанна Златоуста на новозаветные книги (Евангелие от Иоанна, Деяния апостолов, Послания апостола Павла к Римлянам, Коринфянам, Филиппийцам, к Тимофею, к Титу, к Евреям).
К позднейшим дополнениям к Пространной редакции относится группа статей, являющихся переводами эклог Федора Магистра (Дафнопата) и написанных после составления прототипа памятника, а также ряд статей славянского происхождения. В числе памятников, входящих в Пространную редакцию, вероятно, отсутствуют тексты, созданные или переведенные после XI века.
В Краткой редакции также выделяются различные хронологические слои.
Первоначальный сборник («Златоструй царя Симеона») не сохранился. К нему, вероятно, восходят обе наиболее распространённые редакции — Пространная и Краткая. Во фрагментах памятника XIII века встречаются календарные отсылки; список XII века находится в одном сборнике с древнейшим списком минейного Торжественника. На этом основании предполагается связь «Златоструя» с календарными, прежде всего триодными, сборниками.
Заглавие сборника появляется в русской письменной традиции не ранее конца XV—XVI века. Вначале заглавие не выносится в начало рукописи, а указывается в писцовых и владельческих записях: «Сия книга богодухнавенная, глаголемая Златоструя, дана бысть…». Лишь в списках XVII—XIX веков название появляется в заглавии: «Книга, глаголемая Златоструй, иже во святых отца нашего Иоанна Златоустаго, патриарха Царяграда»; «Оглавление книги сей, глаголемыя Златоструй, иже во святых отца нашего Иоанна архиепископа, патриарха Царяграда». Это название может встречаться в рукописях, не имеющих ничего общего со «Златоструем», например, оно использовано для обозначения «Стословца Геннадия», а также вынесено в заглавие некалендарного сборника смешанного состава.
Обе распространённые редакции сборника представлены в «Великих Четьих-Минеях» (XVI век). Краткая редакция помещена под 13 ноября (день памяти святителя Иоанна Златоуста) во всех 3 основных списках «Великих Четьих-Миней». Пространная редакция помещена в Успенском списке после чтений на 29 февраля.

## Состав и содержание
В состав сборника входят переводы произведений Иоанна Златоуста, а также ряд статей славянских авторов, надписанных именем святителя Иоанна. Этими произведениями сборник пополнялся в процессе своего развития.
Пространная и Краткая редакции имеют общий состав частей, исторически сложившийся и сохранившийся при переписке. Наряду с этими статьями Краткая редакция содержит слова, не читающиеся в Пространной. Пространная редакция отличается по объёму от Краткой — включает 67 слов Краткой редакции (имеются в большинстве списков Краткой редакции) и 71 слово, в этой редакции отсутствующее (всего 138 слов).
М. С. Фомина выделила внутри Краткой редакции 3 группы. Списки первой группы, в которую входит, в частности, пергаменный список XII века РНБ. F.п.I.46 (неполный), помимо слов Иоанна Златоуста включают произведения, надписанные именами других авторов, а также «Житие святой Таисии». В списках второй группы читается первая полная редакция апокрифического Евангелия от Никодима. Два списка третьей группы содержат наименьшее число текстов: 21 и 53. Число глав в списках Краткой редакции может варьироваться. В пергаменной рукописи РНБ. F.п.I.46 сохранилось 76 текстов, в Успенском списке «Великих Четьих-Миней» пронумеровано 119 глав.
В списке F.I.241 и в списке в составе «Великих Четьих-Миней», наряду с произведениями Иоанна Златоуста имеются слова Анастисия Синайского, Кирилла Александрийского, святого Ефрема, Симеона Месопотамийского, Феофила Александрийского, «Житие святой Таисии». Помимо этих статей списки F.I.241 и БАН, 33.16.15 содержат «Слово св. Василия о подвижней человеческом житии», «Василия, архиепископа слово о твари и о Божестве», не встречающиеся ни в одной другой рукописи. В рукописях РГБ, собр. Тр.-Серг. лавры, № 145 и ГИМ, Музейское собр., № 3455 и в составе «Великих Четьих-Миней» читается апокрифическое Евангелие от Никодима.
Особенностями Краткой редакции является относительная свобода в порядке следования текстов и открытость структуры сборника.
В отличие от Краткой Пространная редакция обладает устойчивым составом и порядком следования статей. В начале сборника помещается оглавление, состоящее из двух частей: первая содержит заголовки 45 статей и их краткое содержание, вторая — перечисление названий остальных статей. Отличительной её особенностью является более последовательный тематический подбор статей.
Тематически обе редакции близки. Сборник предназначался для домашнего (келейного) чтения, был адресован как духовенству, так и мирянам.
Слова и поучения, входящие в состав сборника, имеют по большей части дидактический характер. В «Прилоге» указана цель составления сборника: «Да всяк почитаяй я… многу пользу в них души и телу обрящет». В поучениях читатель призывается посещать церковь и благоговейно внимать богослужению, соблюдать пост, приносить  искреннее покаяние, почитать родителей, учителей, «старейшин», быть щедрым на милостыню, снисходительным к окружающим, милостивым к недругам, заботиться о чистоте поступков и помыслов, не прельщаться мирскими соблазнами, не предаваться скорби в бедах, чрезмерно не оплакивать умерших, поскольку, если они жили праведно, им суждено вечное блаженство, и помнить о грядущем суде.
Слова, читающиеся только в Пространной редакции, посвящены тем же вопросам, что и общие для обеих редакций статьи (например: «Слово о милостыне…», «Слово о будущем суде…», слова «о лихоимстве», «о объядении и пьянстве», «о молчании и неудержании языка», наставления «како достоит чадом чтити родителя своя», «о воскормлении детей» и др.).
В Златоструе находится известное «Слово о злых женах и самовластных, и язычных, и богобойных», давшее материал для изображения женщины в «плаче Даниила Заточника» в повлиявшее на образование идей о женщине, развиваемых в «Домострое».

## Влияние
«Златоструй» использовался на Руси при составлении других календарных сборников уставных чтений устойчивого состава — «Златоуста» и Торжественника. В «Златоусте» читаются следующие слова из «Златоструя» (нумерация слов по списку в составе «Великих Четьих-Миней»):
- в среду 1-й недели поста — «Слово Иоанна Златоуста о среде и о пятнице» (начало: «Братие, приспе время доброго исповедания…»); в Краткой редакции «Златоструя» — слово 39;
- в пятницу 5-й недели поста — «Поучение Иоанна Златоуста о суетном сем житии и о пользе душевной» (начало: «Возлюблении, оставивше суетнии дела…»); в Краткой редакции — слово 70, в Пространной — слово 77;
- в неделю 15-ю после недели «всех святых» — «Притча о дворе и змии» (начало: «Вся убо, возлюблении, яже во времена архиереи…»); в Пространной редакции — слово 52;
- в неделю 21-ю — «Слово Иоанна Златоуста об алкании» (начало: «Днесь, возлюблении, врачу душевному поклонимся…»); в Краткой редакции — слово 71;
- в неделю 34-ю — «Слово Иоанна Златоуста о втором пришествии Христове» (начало: «По вознесении господа бога и спаса нашего…»); в Краткой редакции — слово 80;
- в неделю 35-ю — «Слово Иоанна Златоуста о твари божий» (начало: «Бог премудростию своею всю тварь…»); в Краткой редакции — слово 43, в Пространной — слово 80;
- в неделю 36-ю — «Поучение Иоанна Златоуста о казнях Божиих и о страстях» (начало: «Братие, тяготу греховную отрясше…»); в Краткой редакции — слово 40, в Пространной — слово 86.

Два слова из «Златоструя» входят в постоянный состав триодного Торжественника:
- «Слово о кресте и отвержении Петра апостола» (начало: «Потребно есть в се время и долг Иову воздати…»),
- «Слово о покаянии и о блудном сыну» (начало: «Присно убо божье человеколюбие проповедати…»).

В отдельные списки триодного Торжественника входят также другие слова из «Златоструя».
Также «Златоструй» был использован составителем некалендарного сборника «Измарагда».
«Златоструй» назван в числе рекомендованных к чтению сборников в первой краткой редакции Основного индекса истинных книг, известной в списках первой половины XV века. Сборник указан в «Оглавлении книг, кто их сложил», автором которого, вероятно, был чудовский монах Евфимий: «Словеса св. Иоанна Златоустаго, собранные от его списаний Симеоном царем… их же числом 136».

## Издания
- Великие Минеи Четьи, ноябрь, дни 13—15. — 1899. — Стб. 1180—1920;
- Малинин В. Н. Десять слов  [Иоанна Златоуста из] Златоструя XII в. — СПб., 1910.
- Георгиева Т. Й. Симеоновият Златоструй и неговият препис от XII в. Силистра, 2002 [факс. изд. древнейшего списка].